# Bupleurum aleppicum
Bupleurum aleppicum är en flockblommig växtart som beskrevs av Pierre Edmond Boissier. Bupleurum aleppicum ingår i släktet harörter, och familjen flockblommiga växter. Inga underarter finns listade i Catalogue of Life.